# 帕克山
67°14′S 51°0′E / 67.233°S 51.000°E
帕克山是南極洲的山峰，位於恩德比地，屬於斯科特山脈的一部分，處於托姆林森山以西6公里，該山峰根據澳大利亞探險隊拍攝的空中照片被繪入地圖。